# 應天府 (越南)
應天府（越南语：／）是越南後黎朝、西山朝和阮初的行政區劃單位，位於今天河内市。

## 建置沿革
李朝時設應天府，後改置應天縣。明朝永樂五年（1407年），明成祖下令設交阯承宣布政使司，改應天縣為應平縣。後黎朝復國後，復設應天縣。
光顺七年（1466年），黎圣宗划分全国为十二承宣。光順十年（1469年），重劃承宣，設立應天府，隸屬山南承宣，下轄清威縣、山明縣、彰德縣和懷安縣4縣。
黎中興朝時期，避清王鄭梉封爵名，改清威縣為青威縣。
西山朝時，山南鎮分設為山南上鎮和山南下鎮，應天府劃歸山南上鎮管轄。
阮朝嘉隆十四年（1815年），阮廷改應天府為應和府。